# Enzymologia
Enzymologia – dział biochemii zajmujący się enzymami; ich strukturą, właściwościami, mechanizmami działania, przebiegiem  katalizowanych przez nie reakcji, funkcjami, drogami biosyntezy oraz sposobami ich izolowania i oczyszczania.
Można wyróżnić w tym dziale enzymologię porównawczą która zajmuje się ustalaniem podobieństw i różnice między enzymami u różnych gatunków.
Rozwój tego działu rozpoczął się w XIX w. od badania aktywności katalitycznej materiałów biologicznych.